# 프란

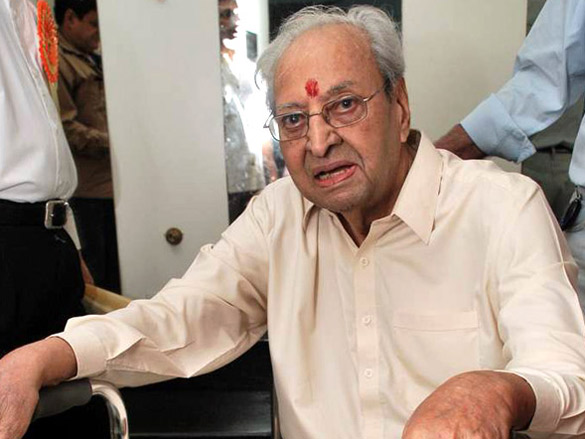
2010년의 프란.

프란 크리샨 시칸드(Pran Krishan Sikand, 1920년 2월 12일 ~ 2013년 7월 12일)는 여러 필름페어와 BFJA 어워드를 받은 인도의 배우로, 1940년대부터 1990년대까지 볼리우드에서 활동한 영화 악당이자 캐릭터 배우로 알려져 있다.
2010년 CNN에서 최고의 아시아 배우 25명 가운데 한 명으로 이름을 올렸다.
그는 오랜 기간 뭄바이의 릴라버티 병원에서 괴로워하다가 2013년 7월 12일 93세의 나이로 폐렴으로 말미암아 사망하였다.